# Robin Lod
Robin Lod (Helsinki, Finlandia, 17 de abril de 1993) es un futbolista finlandés que juega de centrocampista en el Minnesota United F. C. de la Major League Soccer.

## Trayectoria
Comenzó la práctica del fútbol en el Suurmetsän Urheilijat y en la escuela del Pohjois-Haagan Urheilijat antes de pasar a las categorías inferiores del HJK Helsinki en 2006. En 2011 se incorporó al filial, el Klubi-04, y debutó con el primer equipo el 22 de octubre del mismo año en un partido contra el Myllykosken Pallo-47 en el que también consiguió marcar su primer gol en la Primera División de Finlandia. En la temporada 2012 fue cedido al Vaasan Palloseura. Regresó al HJK en la siguiente campaña y en 2014 fue elegido mejor jugador de la Liga finlandesa. En mayo de 2015 se anunció su traspaso al Panathinaikos F. C., donde jugó hasta la finalización de su contrato en 2018. De cara a la temporada 2018-19 se confirmó su fichaje por el Real Sporting de Gijón. El 16 de julio de 2019 fue traspasado al Minnesota United F. C.

## Selección nacional
Es internacional con la selección finlandesa y marcó su primer gol el 6 de octubre de 2016 en un partido contra Islandia correspondiente a la fase de clasificación para el Mundial 2018.

## Clubes
| Club                   | País           | Año       |
| ---------------------- | -------------- | --------- |
| Klubi-04               | Finlandia      | 2011-2012 |
| Vaasan Palloseura      | Finlandia      | 2012      |
| HJK Helsinki           | Finlandia      | 2013-2015 |
| Panathinaikos F. C.    | Grecia         | 2015-2018 |
| Real Sporting de Gijón | España         | 2018-2019 |
| Minnesota United F. C. | Estados Unidos | 2019-     |

## Palmarés

### Campeonatos nacionales
| Título                       | Club         | País      | Año  |
| ---------------------------- | ------------ | --------- | ---- |
| Liga finlandesa              | HJK Helsinki | Finlandia | 2011 |
| Liga finlandesa              | HJK Helsinki | Finlandia | 2013 |
| Liga finlandesa              | HJK Helsinki | Finlandia | 2014 |
| Copa de Finlandia            | HJK Helsinki | Finlandia | 2014 |
| Copa de la Liga de Finlandia | HJK Helsinki | Finlandia | 2015 |